# Groenstaartglansvogel
De groenstaartglansvogel (Galbula galbula) is een vogel uit de familie Galbulidae (glansvogels).

## Verspreiding en leefgebied
Deze soort komt voor in het noordelijk Amazonebekken van oostelijk Colombia tot zuidelijk Venezuela, de Guiana's en noordelijk en centraal Brazilië.

## Status
De grootte van de populatie is niet gekwantificeerd maar de soort wordt omschreven als tamelijk algemeen. Op de Rode lijst van de IUCN heeft deze soort de status niet bedreigd.